# Soto en Cameros

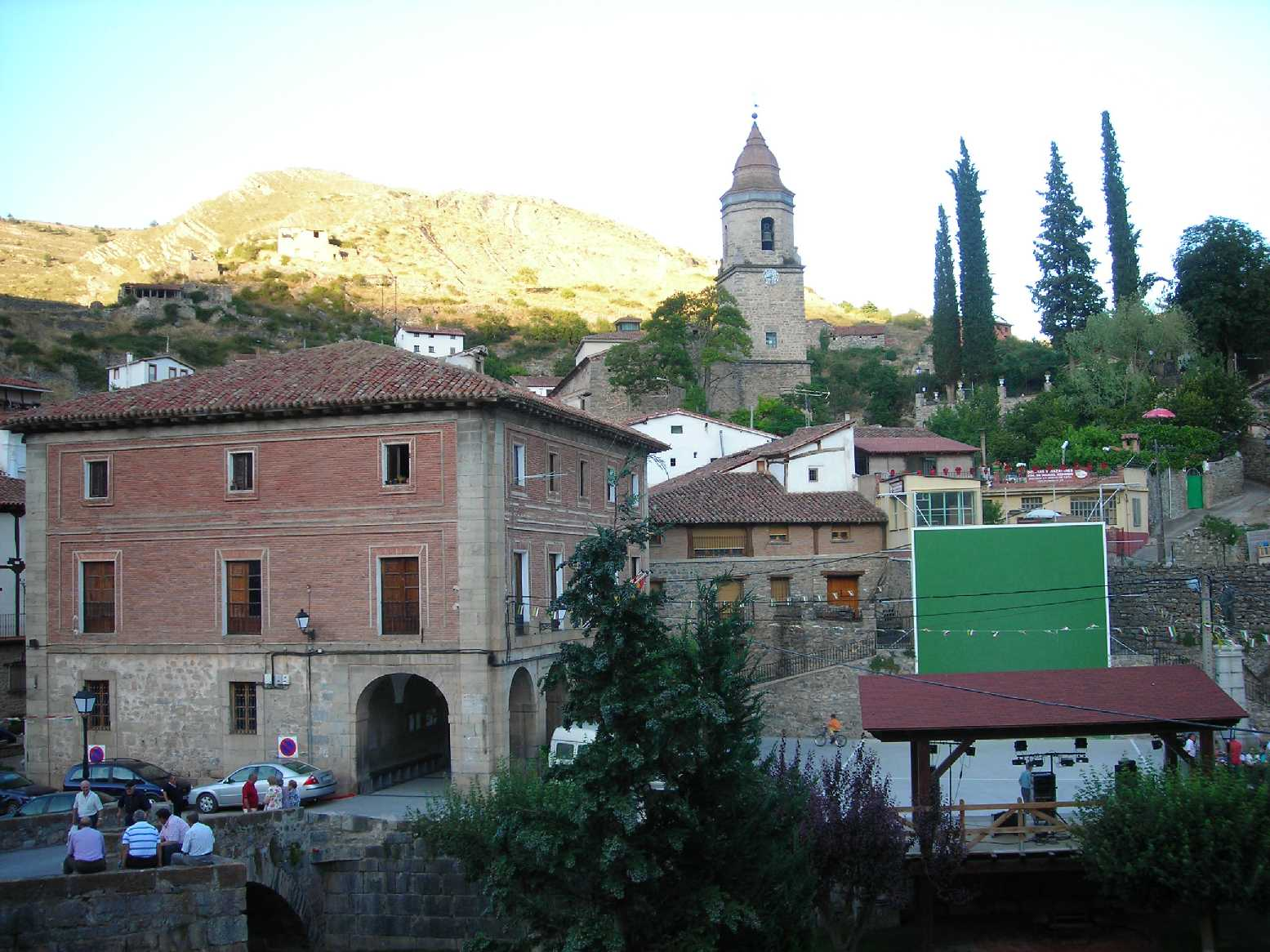

Soto en Cameros is een gemeente in de Spaanse provincie en regio La Rioja met een oppervlakte van 49,05 km². Soto en Cameros telt 101 inwoners (1 januari 2016).

## Demografische ontwikkeling
Bron: INE, 1857-2011: volkstellingen
Opm.: In 1971 werd de gemeente Luezas aangehecht; in 1978 werd de gemeente Trevijano aangehecht